# Bangladeschische Badmintonmeisterschaft
Bangladeschische Badmintonmeisterschaften werden seit 1975 ausgetragen. Zwar wird ein jährlicher Austragungsrhythmus angestrebt, jedoch pausierten die Wettbewerbe in einigen Jahren. Mannschaftsmeisterschaften werden seit 1986 getrennt für Damen- und Herrenteams ausgetragen.

## Die Titelträger
| Saison    | Herreneinzel           | Dameneinzel           | Herrendoppel                                | Damendoppel                              | Mixed                                      |
| --------- | ---------------------- | --------------------- | ------------------------------------------- | ---------------------------------------- | ------------------------------------------ |
| 1975      | Samsul Islam Mehedi    | Rumana Ahmed          | Mozammel Haque Montu Golam Aziz Zilani      | Rumana Ahmed Saera Banu Munni            | Mozammel Haque Montu Sayeeda Marrium Tareq |
| 1976      | Akhtaruzzaman Nantu    | Rumana Ahmed          | Mozammel Haque Montu Samsul Islam Mehedi    | Rumana Ahmed Saera Banu Munni            | Mozammel Haque Montu Sayeeda Marrium Tareq |
| 1977      | Monoar Ul Alam Babul   | Rumana Ahmed          | Mozammel Haque Montu Samsul Islam Mehedi    | Rumana Ahmed Saera Banu Munni            | Rumana Ahmed M. Zaman                      |
| 1978      | Golam Aziz Zilani      | Rumana Ahmed          | Golam Aziz Zilani Monoar Ul Alam Babul      | Rumana Ahmed Nasrin                      | Rumana Ahmed Monsur Ahmed Khan Penu        |
| 1979      | Monsur Ahmed Khan Penu | Sayeeda Marrium Tareq | Sapan Shek Abul Hashem                      | Sayeeda Marrium Tareq Royena             | Kamrun Nahar Dana Monoar Ul Alam Babul     |
| 1980      | Golam Aziz Zilani      | Dilruba Nur Champa    | Monsur Ahmed Khan Penu Monoar Ul Alam Babul | Dilruba Nur Chompa Rozina                | Dilruba Nur Chompa Golam Aziz Zilani       |
| 1981      | Shekh Abul Hashem      | Kamrun Nahar Dana     | Monsur Ahmed Khan Penu Monoar Ul Alam Babul | Sayeeda Marrium Tareq Rashida            | Sultan Arefin Badar Kamrun Nahar Dana      |
| 1982      | Sultan Arefin Badar    | Kamrun Nahar Dana     | Shek Abul Hashem Sapan                      | Kamrun Nahar Dana Rashida                | -                                          |
| 1983      | Golam Aziz Zilani      | Sayeeda Marrium Tareq | Golam Aziz Zilani Monoar Ul Alam Babul      | Rokeya Urmi Lohani                       | Finale nicht ausgetragen                   |
| 1984      | Shekh Abul Hashem      | Kamrun Nahar Dana     | Shek Abul Hashem Sapan                      | Kamrun Nahar Dana Rashida                | Kamrun Nahar Dana Sultan Arefin Badar      |
| 1985      | nicht ausgetragen      | nicht ausgetragen     | nicht ausgetragen                           | nicht ausgetragen                        | nicht ausgetragen                          |
| 1986      | Mahmudur Rahman Mahi   | Nazia Akhter Juthi    | Shek Abul Hashem Sadek                      | Kamrun Nahar Dana Nazia Akhter Juthi     | Kamrun Nahar Dana Shek Abul Hashem         |
| 1987      | Mahmudur Rahman Mahi   | Ferdousy Khanum       | Golam Aziz Zilani Vulu                      | Kamrun Nahar Dana Nazia Akhter Juthi     | Kamrun Nahar Dana Shek Abul Hashem         |
| 1988      | Jobaedur Rahman Rana   | Ferdousy Khanum       | Mahmudur Rahman Mahi Jobaedur Rahman Rana   | Ferdousy Khanum Laila                    | Nazia Akhter Juthi Shek Abul Hashem        |
| 1989      | Jobaedur Rahman Rana   | Ferdousy Khanum       | Mahmudur Rahman Mahi Jobaedur Rahman Rana   | nicht ausgetragen                        | Ferdousy Khanum Pintu                      |
| 1990      | Shekh Abul Hashem      | Alina Begum           | Shek Abul Hashem Jobaedur Rahman Rana       | Mita Alina Begum                         | Kamrun Nahar Dana Shek Abul Hashem         |
| 1991      | Shawkat Ali Khan Babu  | Alina Begum           | Mahbubur Rob Rasel Kabir Sumon              | Mita Alina Begum                         | Mahbubur Rob Nazia Akhter Juthi            |
| 1992      | Mahbubur Rob           | Alina Begum           | Mahbubur Rob Sarwar Hossain                 | Nazia Akhter Juthi Alina Begum           | Mahbubur Rob Nazia Akhter Juthi            |
| 1993 1994 | nicht ausgetragen      | nicht ausgetragen     | nicht ausgetragen                           | nicht ausgetragen                        | nicht ausgetragen                          |
| 1995      | Mohammad Jakaria       | Afsana Ferdousy Runa  | Ullash Gopal Tawabi                         | Moni Luky                                | Afsana Ferdousy Runa Iqbal Hossain Pista   |
| 1996      | Rasel Kabir Sumon      | Alina Begum           | Mahbubur Rob Sarwar Hossain                 | Konika Rani Adhikary Sharmin Akthar Momo | Mahbubur Rob Nazia Akhter Juthi            |
| 1997      | Mahbubur Rob           | Alina Begum           | Mahbubur Rob Sarwar Hossain                 | Alina Begum Ayesha Khatun Nuri           | Rasel Kabir Sumon Konika Rani Adhikary     |
| 1998      | Mahbubur Rob           | Alina Begum           | Mahbubur Rob Sarwar Hossain                 | Konika Rani Adhikary Sharmin Akthar Momo | Mahbubur Rob Konika Rani Adhikary          |
| 1999      | Rasel Kabir Sumon      | Alina Begum           | Rasel Kabir Sumon Khurshid Alam             | Alina Begum Ayesha Khatun Nuri           | Rasel Kabir Sumon Konika Rani Adhikary     |
| 2000      | Mostofa Mahmmad Jabed  | Alina Begum           | Mahbubur Rob Sarwar Hossain                 | Konika Rani Adhikary Sharmin Akthar Momo | Alina Begum Kazi Hasinur Rahman Shakil     |
| 2001      | Ahsan Habib Parash     | Alina Begum           | Mostofa Mohammed Jabed Sarwar Hossain       | Alina Begum Ayesha Khatun Nuri           | Rasel Kabir Sumon Konika Rani Adhikary     |
| 2002      | nicht ausgetragen      | nicht ausgetragen     | nicht ausgetragen                           | nicht ausgetragen                        | nicht ausgetragen                          |
| 2003      | Ahsan Habib Parash     | Konika Rani Adhikary  | Ahsan Habib Parash Rasel Kabir Sumon        | Sharmin Akthar Momo Konika Rani Adhikary | Sharmin Akthar Momo Mostofa Mahmmad Jabed  |
| 2004      | nicht ausgetragen      | nicht ausgetragen     | nicht ausgetragen                           | nicht ausgetragen                        | nicht ausgetragen                          |
| 2005      | Ahsan Habib Parash     | Ayesha Khatun Nuri    | Ahsan Habib Parash Rasel Kabir Sumon        | Ayesha Khatun Nuri Aseda Khatun Ruma     | Konika Rani Adhikary Rasel Kabir Sumon     |
| 2006      | Ahsan Habib Parash     | Konika Rani Adhikary  | Ahsan Habib Parash Rasel Kabir Sumon        | Konika Rani Adhikary Shapla Akhter       | Konika Rani Adhikary Rasel Kabir Sumon     |
| 2007      | nicht ausgetragen      | nicht ausgetragen     | nicht ausgetragen                           | nicht ausgetragen                        | nicht ausgetragen                          |
| 2008      | Ahsan Habib Parash     | Shapla Akhter         | Ahsan Habib Parash Rasel Kabir Sumon        | Konika Rani Adhikary Jebunnesa Seema     | Konika Rani Adhikary Rasel Kabir Sumon     |
| 2009      | Ahsan Habib Parash     | Shapla Akhter         | Ahsan Habib Parash Rasel Kabir Sumon        | Shapla Akhter Munmun Rahman Dolla        | Mostofa Mohammed Jabed Shapla Akhter       |
| 2010      | Md Rais Uddin          | Elina Khan            |                                             |                                          |                                            |
| 2011      | Enayetullah Khan       | Shapla Akhter         |                                             |                                          |                                            |
| 2012      | Mohammad Anamul Haque  | Shapla Akhter         |                                             |                                          |                                            |
| 2013      | nicht ausgetragen      | nicht ausgetragen     | nicht ausgetragen                           | nicht ausgetragen                        | nicht ausgetragen                          |
| 2014      | Ayman Ibn Jaman        | Alina Sultana         |                                             |                                          |                                            |
| 2015      | nicht ausgetragen      | nicht ausgetragen     | nicht ausgetragen                           | nicht ausgetragen                        | nicht ausgetragen                          |
| 2016      | Ayman Ibn Jaman        | Shapla Akhter         |                                             |                                          |                                            |
| 2017      | nicht ausgetragen      | nicht ausgetragen     | nicht ausgetragen                           | nicht ausgetragen                        | nicht ausgetragen                          |
| 2018      | Mohammad Salman Khan   | Shapla Akhter         |                                             |                                          |                                            |
| 2019 2024 | keine Daten            | keine Daten           | keine Daten                                 | keine Daten                              | keine Daten                                |